# Les Landes (Jersey)
 (novembre 2020).
Si vous disposez d'ouvrages ou d'articles de référence ou si vous connaissez des sites web de qualité traitant du thème abordé ici, merci de compléter l'article en donnant les références utiles à sa vérifiabilité et en les liant à la section « Notes et références ».
Pour les articles homonymes, voir Landes.

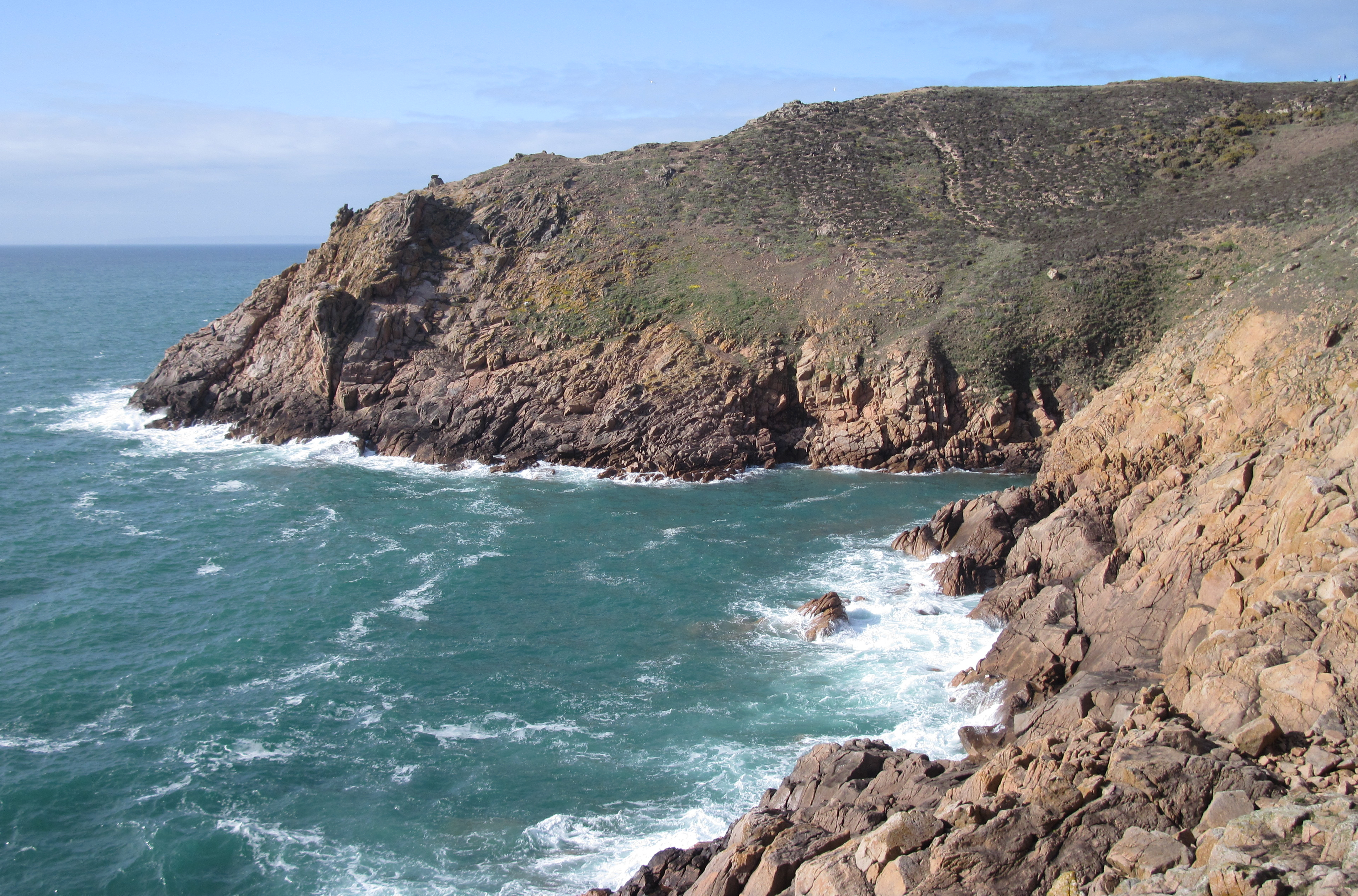
Les falaises et le promontoire Rouge Nez des Landes de Jersey.

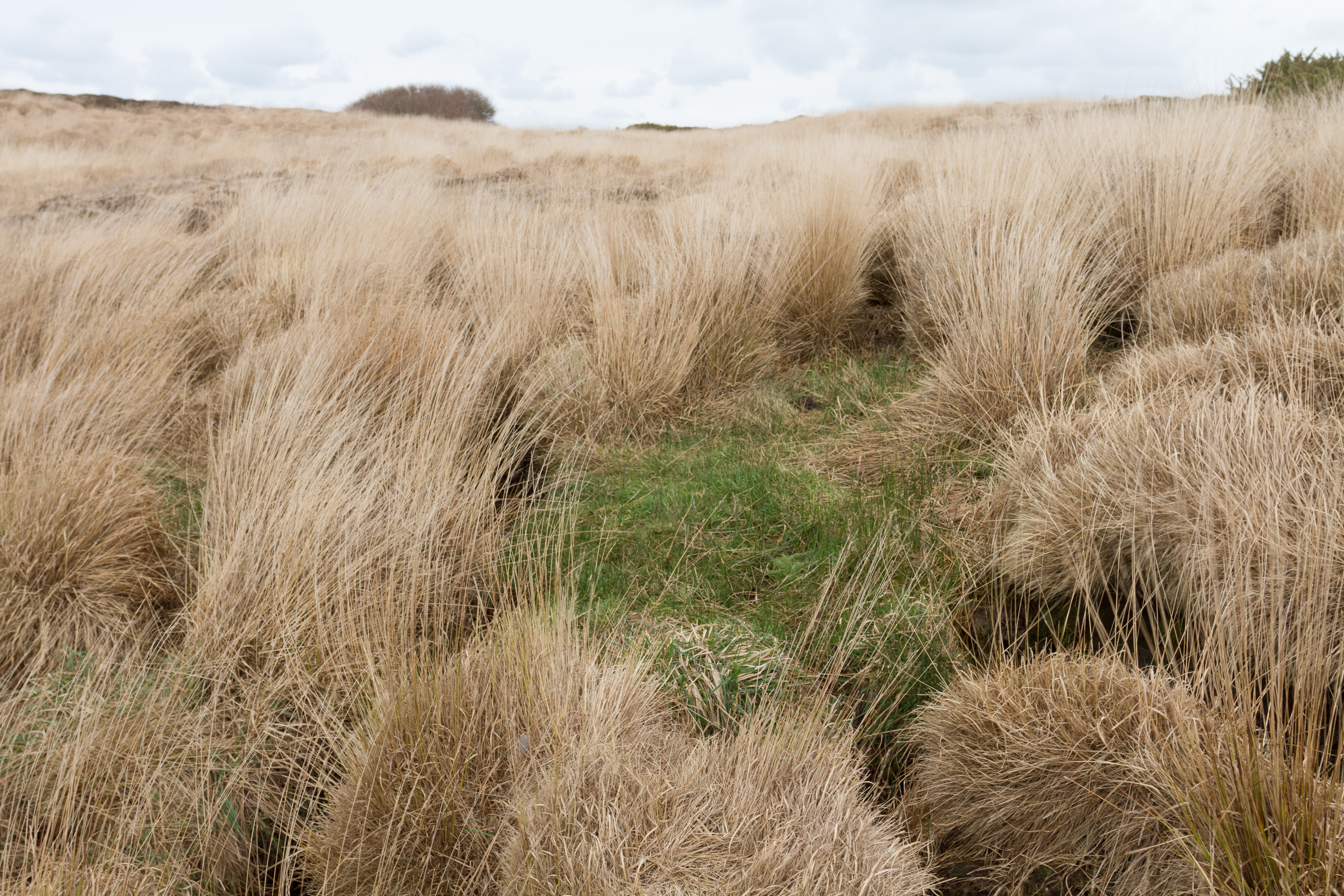
La flore sauvage des Landes de Jersey.

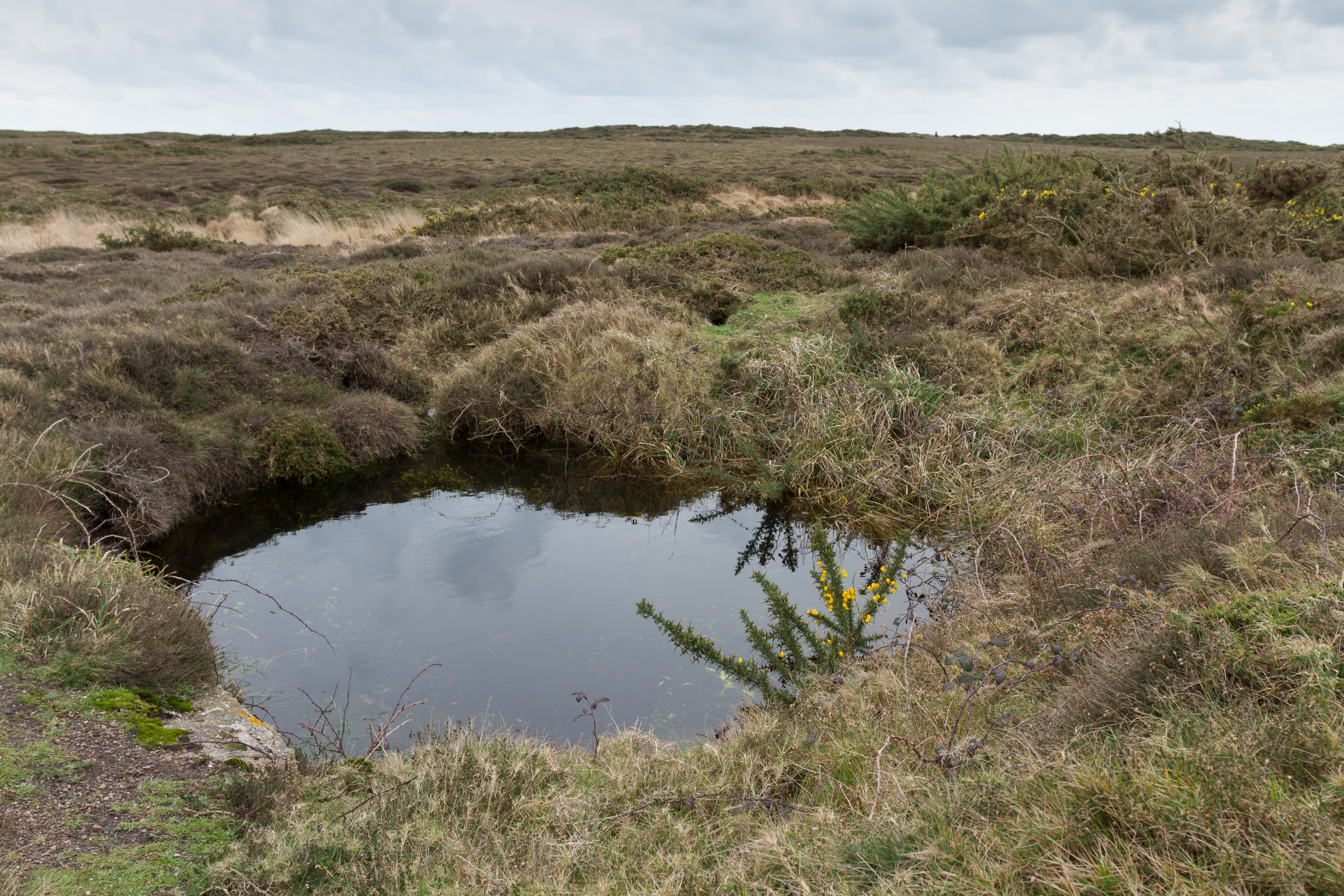
Mares et étangs parsèment Les Landes de Saint-Ouen à Jersey.

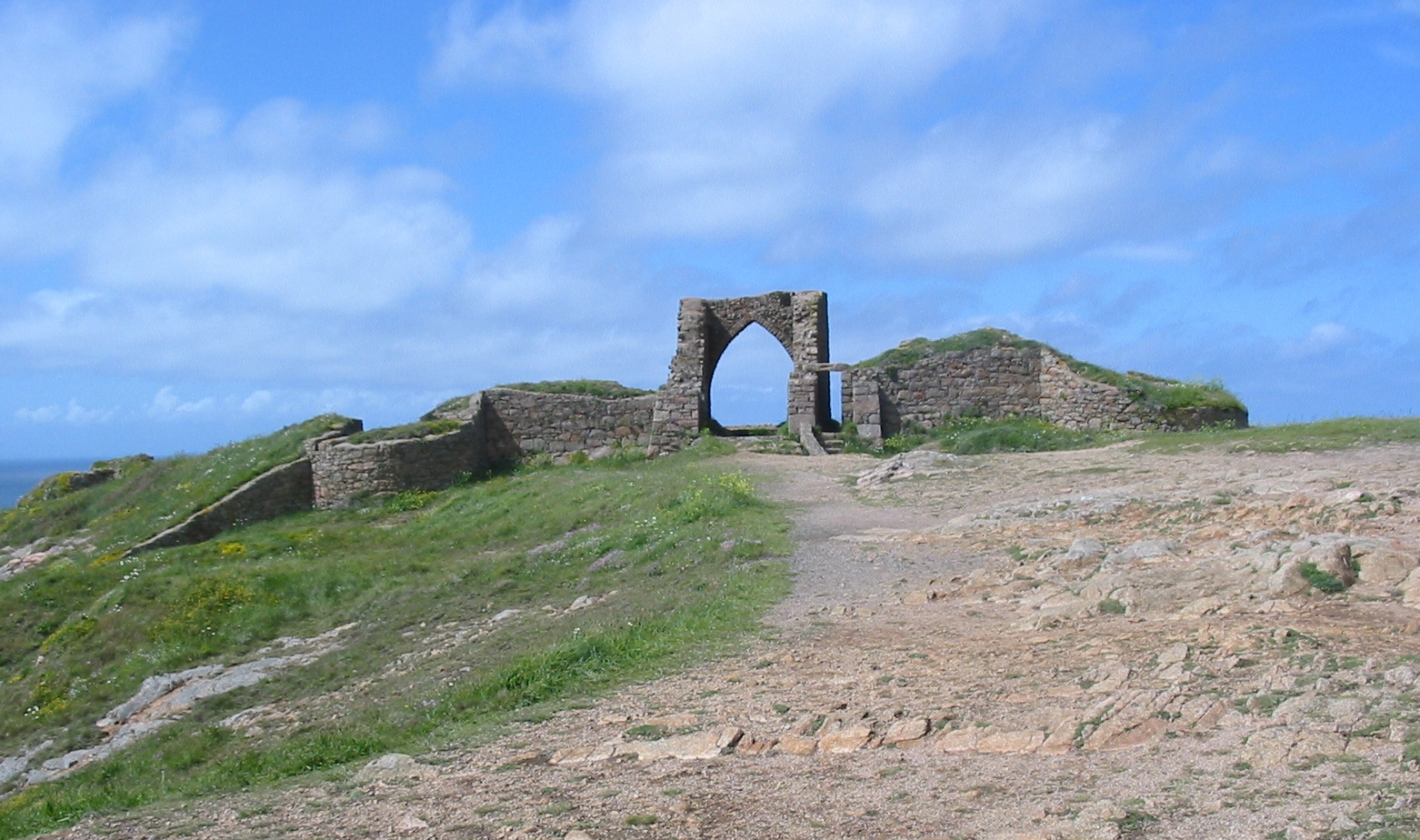
Les ruines du château de Grosnez.

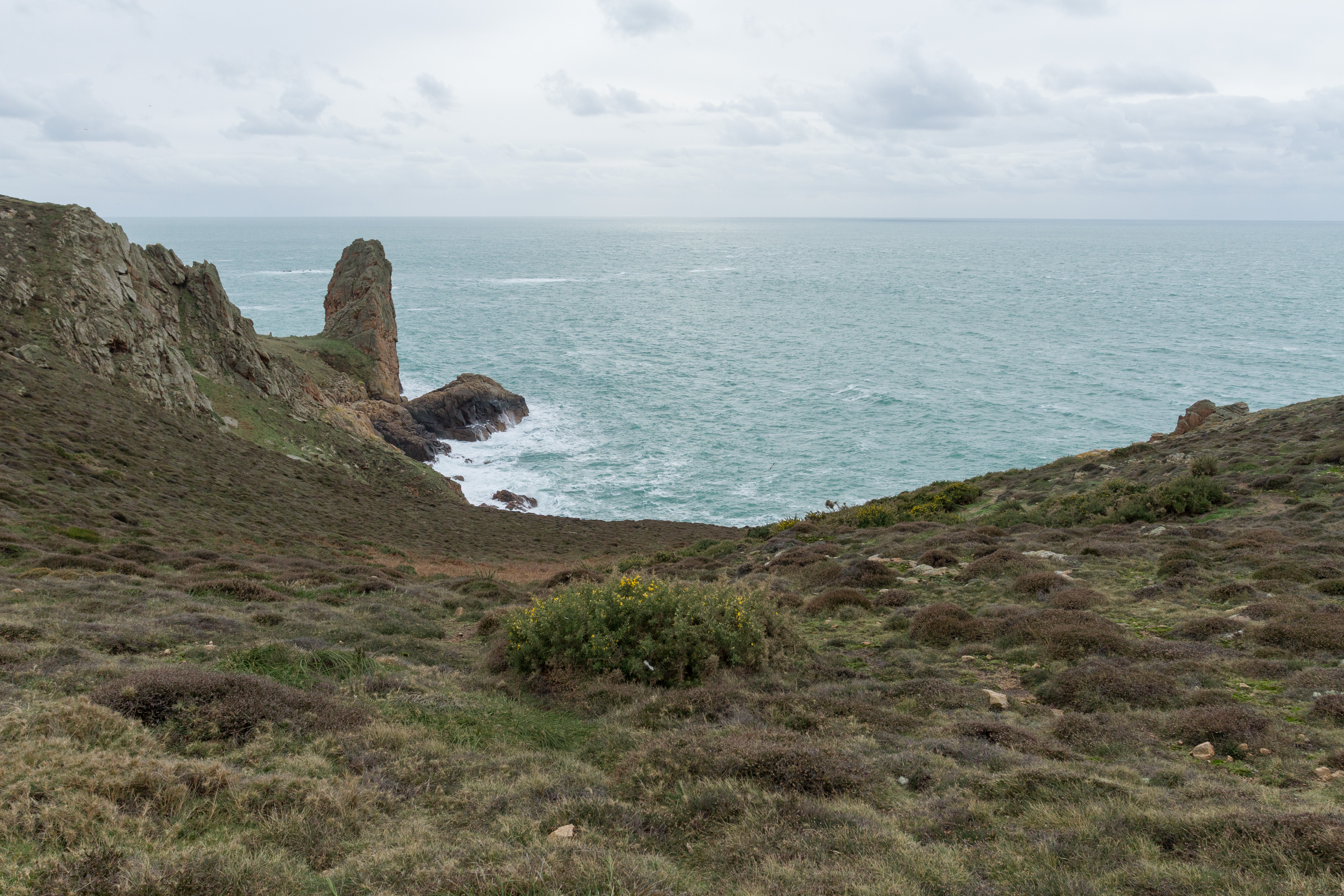
L'aiguille du Pinacle s'élève le long de la côte des Landes de Jersey.

Les Landes sont une zone de lande côtière située dans le nord-ouest de l'île Anglo-Normande de Jersey dans la paroisse de Saint-Ouen. Cet espace sauvage des Landes a été désigné comme site d'intérêt scientifique particulier en 1996.

## Description
Le site des Landes est le plus grand de son genre à Jersey avec une superficie de 160 ha. Les Landes ont été classées comme site d'intérêt scientifique particulier pour ses paysages, sa faune, sa flore, l'archéologie et les caractéristiques géologiques de son domaine.
La flore
La plupart du site est recouverte de bruyères et de fougères comme l'Erica, la Calluna vulgaris, le Pteridium, la molinie bleue et l'ajonc. 
La faune
Des étangs et autres zones humides abritent le crapaud commun, le lézard vert, le lapin européen et le papillon Petit paon de nuit. Des oiseaux nichent dans Les Landes, notamment l'Alouette des champs, le Tarier pâtre, la Fauvette pitchou, le Pipit farlouse, le Corbeau, la Linotte mélodieuse, le Choucas des tours, l'Hirondelle rustique, le Traquet motteux, la Bergeronnette printanière, le Pluvier guignard, le Pluvier doré, le Torcol fourmilier, le Merle à plastron, le Busard des roseaux, le Busard Saint-Martin, le Faucon émerillon, le faucon pèlerin et le hibou des marais.
Archéologie
"La Cotte à la chèvre" est un site d'occupation paléolithique situé dans une petite grotte. Des silex et une hache ont été trouvés ici. Des pierres et menhirs des périodes néolithique et chalcolithique de l'âge du bronze et de l'âge du fer, ainsi que les fondations gallo-romaines ont été mis au jour près du site géologique du Pinacle. Les ruines du château de Grosnez sur la pointe Grosnez qui domine le promontoire de Rouge Nez.
Géologie
Le Pinacle comme son nom l'indique est une aiguille rocheuse qui s'élève le long de la falaise côtière occidentale de Jersey dans la zone sauvage des Landes. Le promontoire Rouge Nez domine la côte occidentale des Landes.